# Норвегия (1814)
Короле́вство Норве́гия — государство, отделившееся от Дании в мае 1814 и в конце того же года вошедшее в состав Шведско-Норвежской унии.
1814 год стал поворотным годом в истории Норвегии. В начале года Норвегия, находившаяся в унии с Королевством Дания, находилась в военно-морской блокаде, устроенной королём Швеции. 14 января 1814 в городе Киль были подписаны Кильские мирные договоры. По шведско-датскому мирному договору Дания уступала Швеции Норвегию, исконно норвежские территории — Гренландия, Исландия и Фарерские острова, — с которыми Норвегия вступила в унию с Данией, остались у Дании.
Датско-норвежское королевство существовало при доминировании Дании, королевские особы которой правили и в Дании, и в Норвегии. Однако личная уния не подразумевала подчинение одного государства другому, поэтому тот факт, что Дания «передавала» Норвегию Швеции, вызвал возмущение в норвежском обществе. В мае Конституционный Конвент объявил Норвегию независимым королевством.
17 мая 1814 года Учредительным собранием в Эйдсволле была принята норвежская (эйдсволльская) конституция, действующая в Норвегии поныне. 17 мая в Норвегии отмечается как день независимости.
19 мая 1814 года королём Норвегии был провозглашён принц Кристиан Фредерик. Его власть не была признана другими державами. 26 июля 1814 года Швеция начала военные действия против Норвегии. Норвежская армия была значительно меньше шведской (19 против 47 тыс. человек) и гораздо хуже вооружена. Кроме того, шведы имели опыт военных действий, и ими командовал один из талантливейших полководцев своего времени. События также развивались для Норвегии неблагоприятно.
14 августа в Моссе между норвежцами и шведами было заключено перемирие и конвенция, согласно которой Карл Юхан обещал уважать норвежскую конституцию, а норвежцы соглашались избрать шведского короля на норвежский престол. Окончательное решение должен был принять чрезвычайный стортинг.
Внеочередной стортинг собрался 7 октября и 10 октября он принял торжественное отречение короля Кристиана Фредерика. После переговоров со шведскими представителями стортинг 4 ноября принял изменённую конституцию Норвегии. Военные и внешнеполитические полномочия короля были ограничены, однако внешняя политика объединённых королевств целиком отходила в ведение шведского министерства иностранных дел. Король получил право назначать в Норвегию наместника, который представлял отсутствующего монарха. Король не мог, однако, назначать шведов на посты в Норвегии (кроме поста наместника). 4-го же числа стортинг избрал Карла XIII норвежским королём. Швеция и Норвегия объединились под властью одного монарха.
К концу года норвежский парламент принял решение присоединиться к Швеции путём личной унии с признанием власти шведского короля, что предполагало наличие общего для обеих стран монарха и общую внешнюю политику, но с сохранением собственной конституции (с поправками, учитывавшими создание унии), парламента и законов. Хотя националистические устремления норвежцев не были в полной мере реализованы до событий 1905 года, кризис 1814 года стал поворотным пунктом в событиях, которые впоследствии привели к полной независимости Норвегии.